# جون س. أوكلي
جون س. أوكلي (بالإنجليزية: John C. Oakley)‏ هو جراح أمريكي، ولد في 11 يناير 1946، وتوفي في 17 أبريل 2006.